# Praktica BCS
Die Praktica BCS ist eine einäugige Spiegelreflexkamera der Praktica-B-Baureihe des Herstellers Pentacon aus Dresden. Die in der DDR gefertigten Fotoapparate wurden auch exportiert. Sie ist technisch gesehen eine Praktica BCA ohne Anschlussmöglichkeit für Motorwinder und Belichtungskorrektur. Sie wurde von März 1989 bis Dezember 1990 mit einer Stückzahl von ca. 34.000 gebaut.

## Technische Merkmale
- elektronisch gesteuerter Metalllamellenverschluss mit stufenloser Belichtungszeit zwischen 1/1000 und 1 Sekunde
- mechanische Festzeit 1/60 Sekunde
- Praktica-Bajonettanschluss, EDC (elektronische Blendenkontrolle) zur TTL-Belichtungsmessung mit Cadmium-Sulfid-Fotowiderstand
- Filmempfindlichkeit einstellbar von ASA 12 - 3200
- pentaprismischer Sucher mit 95 % Sichtfeld, dreifache Scharfstellmöglichkeit durch Schnittbild, Mikroprismenring und Einstellscheibe, rote grüne und gelbe LEDs zur Anzeige der gemessenen Belichtungszeit
- mechanischer Selbstauslöser
- Blitzschuh mit X-Synchronisation (1/60 s)
- beim Öffnen der Rückwand rückstellendes Bildzählwerk, Auslösesperre
- 4xLR44 Batterie (V 28PX, 6 Volt)